# Novobakhmoutivka (raïon de Pokrovsk)
Novobakhmoutovka
Pour les articles homonymes, voir Novobakhmoutivka.
Novobakhmoutivka (ukrainien : Новобахмутівка) ou Novobakhmoutovka (russe : Новобахмутовка) est un village du raïon de Pokrovsk, dans l'oblast de Donetsk, en Ukraine. Ce village passe sous le contrôle des forces russes fin avril 2024.

## Géographie
Le village se trouve au nord-ouest d'Avdiïvka, à proximité du village d'Otcheretyne, dans le Donbass.